# Laignelet
Laignelet is een gemeente in het Franse departement Ille-et-Vilaine (regio Bretagne). De plaats maakt deel uit van het arrondissement Fougères-Vitré. Laignelet telde op 1 januari 2022 1.217 inwoners.

## Geografie
De oppervlakte van Laignelet bedroeg op 1 januari 2022 14,83 vierkante kilometer; de bevolkingsdichtheid was toen 82,1 inwoners per km².

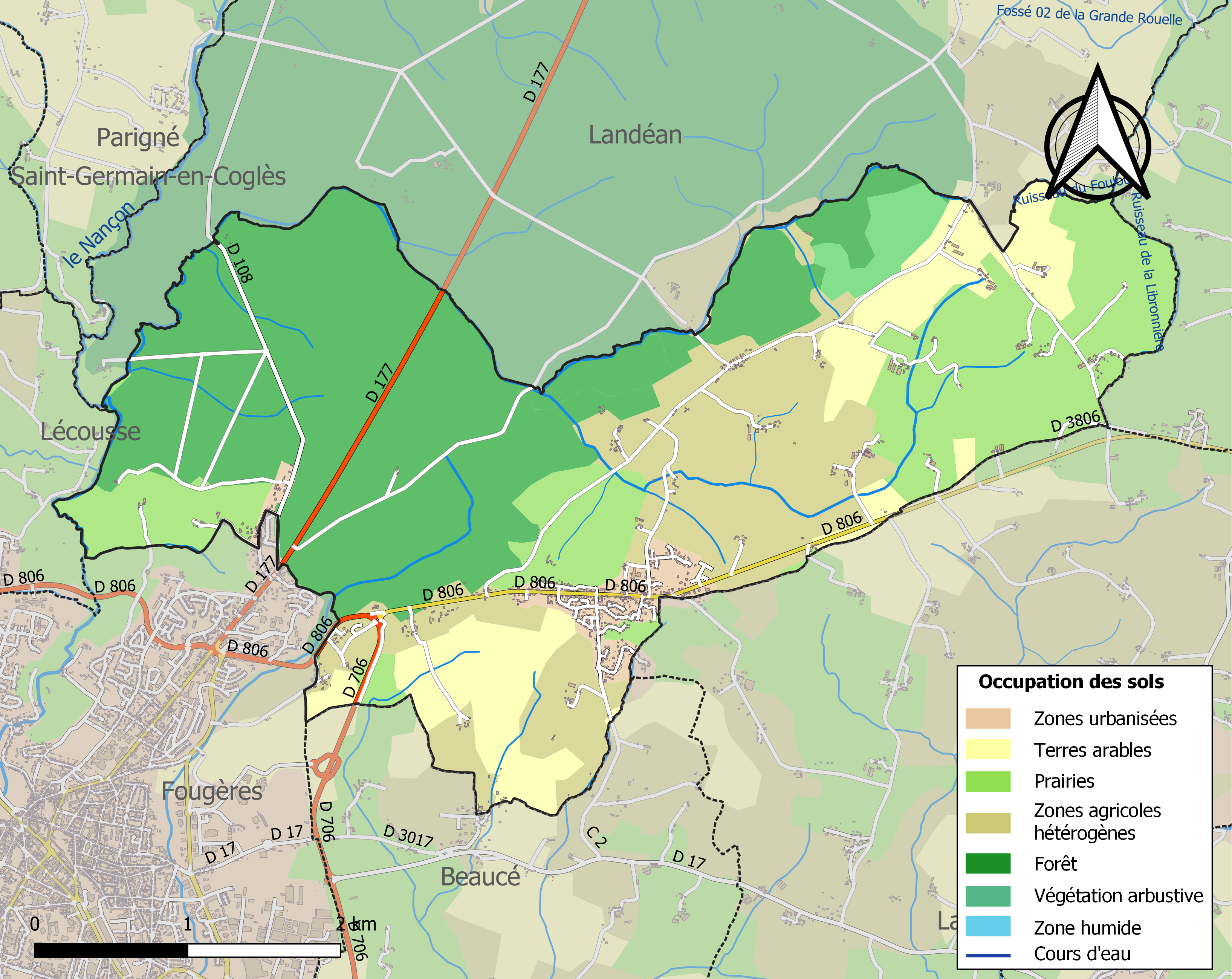
Kaart van de gemeente met belangrijkste infrastructuur, bodemgebruik en omliggende gemeenten

## Demografie
Onderstaande figuur toont het verloop van het inwonertal, bron: INSEE-tellingen. 

## Zusterstad
- Kedichem, sinds 4 juli 1999